# Чхаидзе, Сергей Алистрахович
Сергей Алистархович Чхаи́дзе (23 декабря 1919, с. Акети, Ланчхутский район, Грузинская демократическая республика — 26 марта 1971, Махарадзе, Грузинская ССР, СССР) — участник Великой Отечественной войны, пехотинец, старший сержант, Герой Советского Союза.

## Биография
Родился 23 декабря 1919 года в селе Акети (ныне — Ланчхутский муниципалитет) Грузии в семье служащего. Грузин. Получил среднее образование. Служил актёром в театре города Махарадзе.
В Красной Армии с 1941 года, с августа 1942 года — в действующих частях.
В звании старшего сержанта служил помощником командира взвода 1375-го стрелкового полка 414-й стрелковой дивизии Приморской армии 4-го Украинского фронта.
Участвовал в боях в Крыму — под Феодосией, Керчью, Севастополем и Симферополем. В 1944 году вступил в ряды ВКП(б).

## История подвига
Отличился 7—9 мая 1944 года в боях на подступах к Севастополю.
На участке, где сражалось отделение Сергея Чхаидзе, немцы установили новую пулемётную точку. Чхаидзе удалось точным выстрелом убить одного стрелка-пулемётчика и ранить второго. Он смог также незаметно пробраться в расположение противника и захватить пулемёт с боеприпасами.
В боях за Сапун-гору, когда погиб командир штурмовой группы, старший сержант Чхаидзе принял на себя командование этой группой. Несмотря на полученное ранение, продолжал руководить действиями бойцов. Сумел забросать гранатами и подавить огонь ДЗОТа, первым ворвался в расположение противника. В рукопашном бою уничтожил тринадцать фашистов.
В целом за период освободительных боёв в Крыму на счету Чхаидзе было сорок четыре уничтоженных немецких солдат и офицеров.
Группа под его командованием уничтожила также 145 немцев, 5 станковых и 4 ручных пулемёта, взяла в плен 29 человек, захватила 12 миномётов, 10 орудий, 3 склада с боеприпасами, а также большое количество стрелкового оружия.
Указом Президиума Верховного Совета СССР от 24 марта 1945 года за мужество, отвагу и героизм, проявленные в борьбе с немецко-фашистскими захватчиками, старшему сержанту Чхаидзе Сергею Алистарховичу присвоено звание Героя Советского Союза с вручением ордена Ленина и медали «Золотая Звезда» за номером 3711.
После войны С. А. Чхаидзе был демобилизован. Жил и работал в городе Махарадзе. Скончался 26 марта 1971 года.

## Награды
- Герой Советского Союза;
- ордена Ленина;
- орден Славы 3-й степени;
- медали.